# 78071 Вісент
78071 Вісент (78071 Vicent) — астероїд головного поясу, відкритий 1 червня 2002 року.
Тіссеранів параметр щодо Юпітера — 3,337.
Названий на честь Франсеск Вісент — валенсійський та іспанський шаховий теоретик